# Raimund Berengar I. (Barcelona)

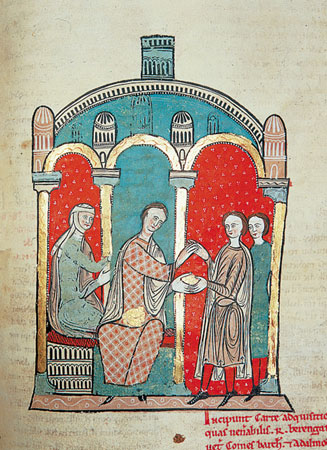
Raimund Berengar und seine Frau zahlen 2000 Goldunzen für die Übertragung von Rechten in Carcassonne

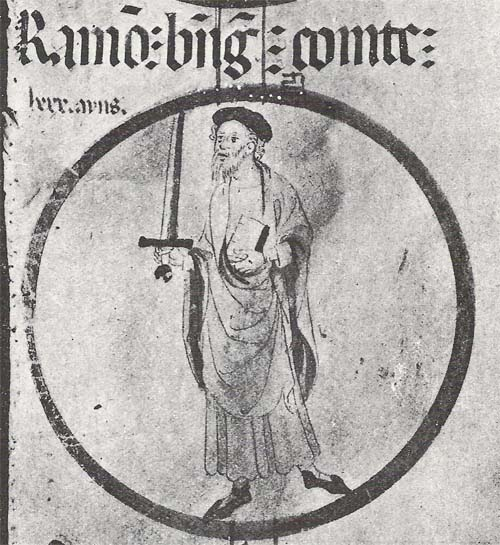
Ramon Berenguer I.

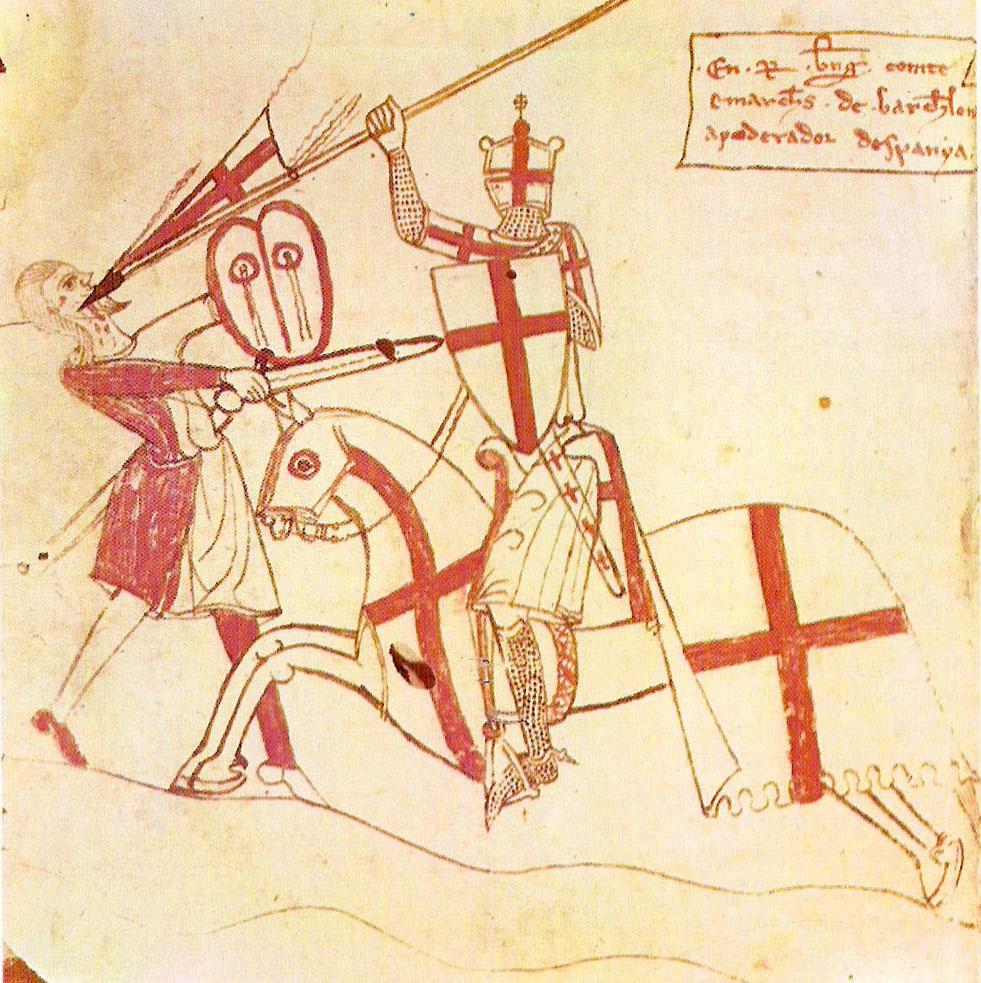
Raimund Berengar im Kampf mit Mauren (Exemplar der "Usatges de Barcelona", 1. Drittel des 14. Jahrhunderts)

Raimund Berengar I., genannt el Vell (der Alte) (* um 1023; † 1076) war ab 1035 Graf von Barcelona und Girona, ab 1054 Graf von Osona und ab 1067 Graf von Carcassonne und Rasès.

## Leben

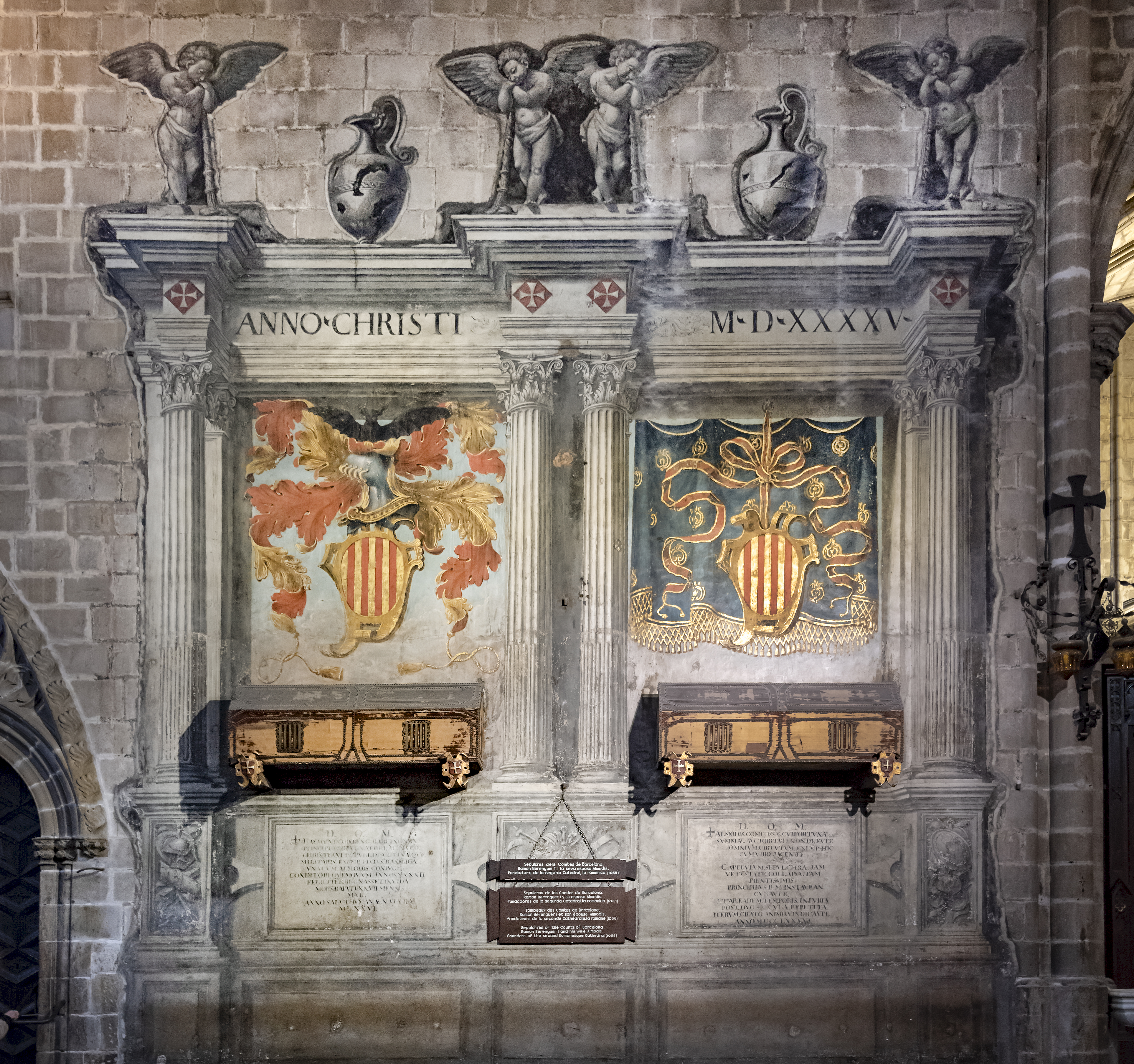
Sarkophage von Ramon Berenguer und seiner Frau Almodis de la Marche in der Kathedrale von Barcelona

### Herkunft
Raimund Berengar I. war der Sohn von Berengar Raimund I. und Enkel von Ermessenda von Carcassonne.
Nach dem Tod Berengar Raimunds I. am 26. Mai 1035 wurde dessen Grafschaft auf seine drei Söhne aufgeteilt: Guillem wurde Graf von Osona, Raimund Berengar Graf von Girona und Barcelona, während Sancho das Gebiet im Süden, zwischen Llobregat und dem maurischen Herrschaftsgebiet, das Penedès, zugesprochen bekam. Da alle drei Söhne beim Tode ihres Vaters noch minderjährig waren, übernahm deren Großmutter, Ermessenda von Carcassonne, wie auch bereits bei ihrem Sohn die Regentschaft.
Der Adel des Landes nutzte diese Situation zur Stärkung der eigenen Position und zur Schwächung der gräflichen Gewalt. Dabei traten insbesondere hervor: im Penedès Mir Geribert, in Barcelona der Vicomte Udalard II. und Bischof Guislabert, die gemeinsam zwei der vier Türme der Stadtmauer Barcelonas sowie die Hafenfestung Montjuïc kontrollierten. Unterdessen gelangte Mir Geribert in den Besitz der strategisch wichtigen Burgen von Subirats und La Vit und sicherte sich die Gefolgschaft zahlreicher Barone, die mit der gräflichen Politik nicht einverstanden waren. Die Regentin Ermessenda verbündete sich gegen diese Opposition mit dem Bischof von Girona, dem Abt Oliba, sowie einigen treu gebliebenen Adligen wie Amat Elderich von Orís und Gombau von Besora.

### Volljährigkeit
Mit Erreichen der Volljährigkeit im Jahre 1041 übernahm Raimund Berengar I. selbst die Regierung und musste sich nun mit den Ansprüchen des Adels auseinandersetzen.
Unterdessen verschlechterte sich das Verhältnis zwischen Raimund Berengar und seiner Großmutter.

### Ehen
Raimund Berengar heiratete zunächst Isabel von Narbonne, mit der er drei Kinder hatte: Berengar, Arnau und Pere Ramon, wobei nur Letzterer das Erwachsenenalter erreichte. Es folgte eine zweite Ehe mit Blanche von Narbonne, von der er sich allerdings 1052 trennte, um Almodis de la Marche zu heiraten, die vorher Ehefrau von Pons, Graf von Toulouse, gewesen war. Ermessenda missbilligte diese Heirat und setzte über ihre Kontakte zur Kirche durch, dass Papst Viktor II. das Paar im Jahr 1056 exkommunizierte.

### Politische Erfolge
Unterdessen war Raimund Berengar I. 1049 in den Besitz des Penedès gelangt und setzte sich hier gegen Mir Geribert durch, doch erschütterte die Exkommunikation dann seine gräfliche Autorität. Das Blatt wendete sich dann aber wieder zu seinen Gunsten, nachdem die wichtigsten Verbündeten seiner Großmutter, der Abt Oliba und der Bischof von Girona, nacheinander verstarben und auch Ermessenda sich schließlich aus der Politik zurückzog und 1058 starb.
Im selben Jahr gelang ihm auch der entscheidende Sieg über Mir Geribert, der ins Exil nach Tortosa flüchten musste.
Zudem wurde Raimund Berengar I. im Jahre 1054 Nachfolger von Guillem als Graf von Osona, so dass nunmehr die gesamte Grafschaft, wie zu Zeiten Berengar Raimunds I., wieder in einer Hand vereinigt war.

### Reconquista
Nunmehr war Raimund Berengar auch mächtig genug, um an die Wiederaufnahme der Reconquista gegen die Mauren im Süden zu denken. Bereits 1046 konnte er die Zahlung von Tributen (so genannten paries) durch die Stadt Lleida erzwingen, 1052 auch durch die Stadt Tortosa. 1058 erfolgte dann ein erster Angriff gegen den muslimischen König Muktadir von Saragossa, einem Rivalen des Emirs von Lleida, der den Grafen von Barcelona zu Hilfe gerufen hatte. Die Feldzüge Raimund Berengars I. reichten im Westen bis nach Barbastro. Nicht nur gelang daraufhin den Katalanen die Eroberung von Baixa Ribagorça, Pilçà, Puig-roig, Estopinyà und Canyelles, außerdem wurde 1062 nun auch Muktadir zur Zahlung von Tributen gezwungen, was zu einem deutlichen Aufschwung der Wirtschaft in der Grafschaft führte. Die Grenze der Grafschaft wurde dabei bis vor die Tore der Stadt Tarragona vorgeschoben.
Im internen Machtkampf mit dem Adel kam der Graf den Baronen durch eine vermittelnde Haltung entgegen. In den 1060er Jahren schloss er Abkommen mit den wichtigsten Familien, denen er ihre Rechte bestätigte und die ihm dafür im Gegenzug ihre Gefolgschaft versicherten.

### Rechtsverfassung
Raimund Berengar sorgte durch die Kodifikation des katalanischen Rechts in den Usatges de la Cort de Barcelona (Gepflogenheiten des Hofes in Barcelona) für eine der ersten schriftlichen Zusammenfassung des Feudalrechts in Europa.
Für den Landesausbau förderlich war auch die Erklärung des Gottesfriedens im Jahre 1027, mit dessen Hilfe Adelsfehden eingedämmt wurden und der zum Vorbilde für ähnliche Landfriedensregelungen in ganz Europa wurde.
Der Durchsetzung der gräflichen Gewalt diente der Hof (curia) in Barcelona, in dem der Seneschall (dem die Truppen der Grafschaft unterstanden), der Hausmeier (jutge de palau) und der Vikar von Barcelona die wichtigsten Ämter innehatten. Als Seneschall amtierte zunächst Amat Elderich von Orís, ein Vertrauter der Ermessenda, dem dann 1068 Guillem Ramon von Montcada folgte. Hausmeier war Guillem March, der sich für die schriftliche Festsetzung des katalanischen Rechts einsetzte. Der Vikar von Barcelona wiederum war für die Durchsetzung der gräflichen Autorität auf lokaler Ebene zuständig, insbesondere durch die Verwaltung der landesherrlichen Burgen.

### Finanzielle Verfassung
Die finanzielle Situation der Grafschaft wurde durch die Einnahmen infolge der Siege über die Mauren deutlich verbessert. Raimund Berengar I. konnte mit den Erlösen nicht nur seine gräfliche Domäne erweitern, sondern auch durch entsprechende Zuwendungen die Barone für sich gewinnen und den Ausbau der Infrastruktur in der Grafschaft vorantreiben.

### Südfrankreich
Von besonderer Bedeutung waren die Verbindungen nach Südfrankreich, die durch Raimund Berengars Ehen stark gefördert wurden. Zudem gelang es Berengar Raimund, 1067 die Grafschaft Carcassonne und Rasès zu erwerben, die er seinem Sohn Raimund Berengar II. übertrug.
Raimund Berengars I. Frau Almodis gebar ihm außerdem noch einen zweiten Sohn, Berengar Raimund II., doch wurde sie selbst 1071 von Pere Ramon, einem Sohn aus Raimund Berengars erster Ehe, ermordet.

### Nachfolge
Die Nachfolge als Grafen von Barcelona übernahmen nach dem Tod Raimund Berengars I. dessen Söhne, die Zwillingsbrüder Raimund Berengar II. und Berengar Raimund II., zunächst gemeinsam.

## Nachfahren
mit Isabel von Narbonne:
- Berengar (als Kind gestorben)
- Arnau (als Kind gestorben)
- Peter Raimund, 1071 nach der Ermordung seiner Stiefmutter Almodis de la Marche enterbt und verbannt

mit Blanche von Narbonne (Trennung 1053):
mit Almodis de la Marche:
- Raimund Berengar II., Graf von Barcelona 1076–1082
- Berengar Raimund II., Graf von Barcelona 1076–1096
- Inés, die spätere Ehefrau von Guigues III., erster Graf von Viennois (Haus Albon)
- Sancha, die spätere Ehefrau von Wilhelm Raimund, Graf von Cerdanya